# Sillans
Sillans ist eine französische Gemeinde mit 1.923 Einwohnern (Stand: 1. Januar 2022) im Département Isère in der Region Auvergne-Rhône-Alpes; sie gehört zum Arrondissement Vienne und zum Kanton Bièvre.

## Geografie
Die Gemeinde Sillans liegt im Süden der Ebene Plateau de Bièvre, 35 Kilometer nordwestlich von Grenoble westlich des Chartreuse-Massivs und an dem kleinen Fluss Ravageuse. Umgeben wird Sillans von den Nachbargemeinden Bévenais im Norden, Le Grand-Lemps im Nordosten, Izeaux im Osten, Plan im Süden, Saint-Étienne-de-Saint-Geoirs im Westen sowie La Frette im Nordwesten. Durch die Gemeinde führt die frühere Route nationale 519 (heutige D119).

## Bevölkerungsentwicklung
| Jahr                       | 1962 | 1968 | 1975 | 1982 | 1990 | 1999 | 2006 | 2013 | 2021 |
| -------------------------- | ---- | ---- | ---- | ---- | ---- | ---- | ---- | ---- | ---- |
| Einwohner                  | 964  | 965  | 1000 | 1086 | 1295 | 1405 | 1722 | 1885 | 1926 |
| Quellen: Cassini und INSEE |      |      |      |      |      |      |      |      |      |

## Sehenswürdigkeiten
- Kirche Saint-Joseph
- Ruinen der Burg aus dem 13. Jahrhundert, erhalten ist der Turm von Sillans
- früheres Rathaus